# Chocimino (wąskotorowy przystanek kolejowy)
Chocimino – zlikwidowany przystanek kolei wąskotorowej (Sławieńska Kolej Powiatowa) w Chociminie, w powiecie koszaliński, w województwie zachodniopomorskim, w Polsce. Przystanek został zlikwidowany w kwietniu 1945 roku.